# Butia lallemantii
Butia lallemantii är en enhjärtbladig växtart som beskrevs av Leonardo Paz Deble och José Newton Cardoso Marchiori. Butia lallemantii ingår i släktet Butia och familjen Arecaceae. Inga underarter finns listade i Catalogue of Life.

## Bildgalleri

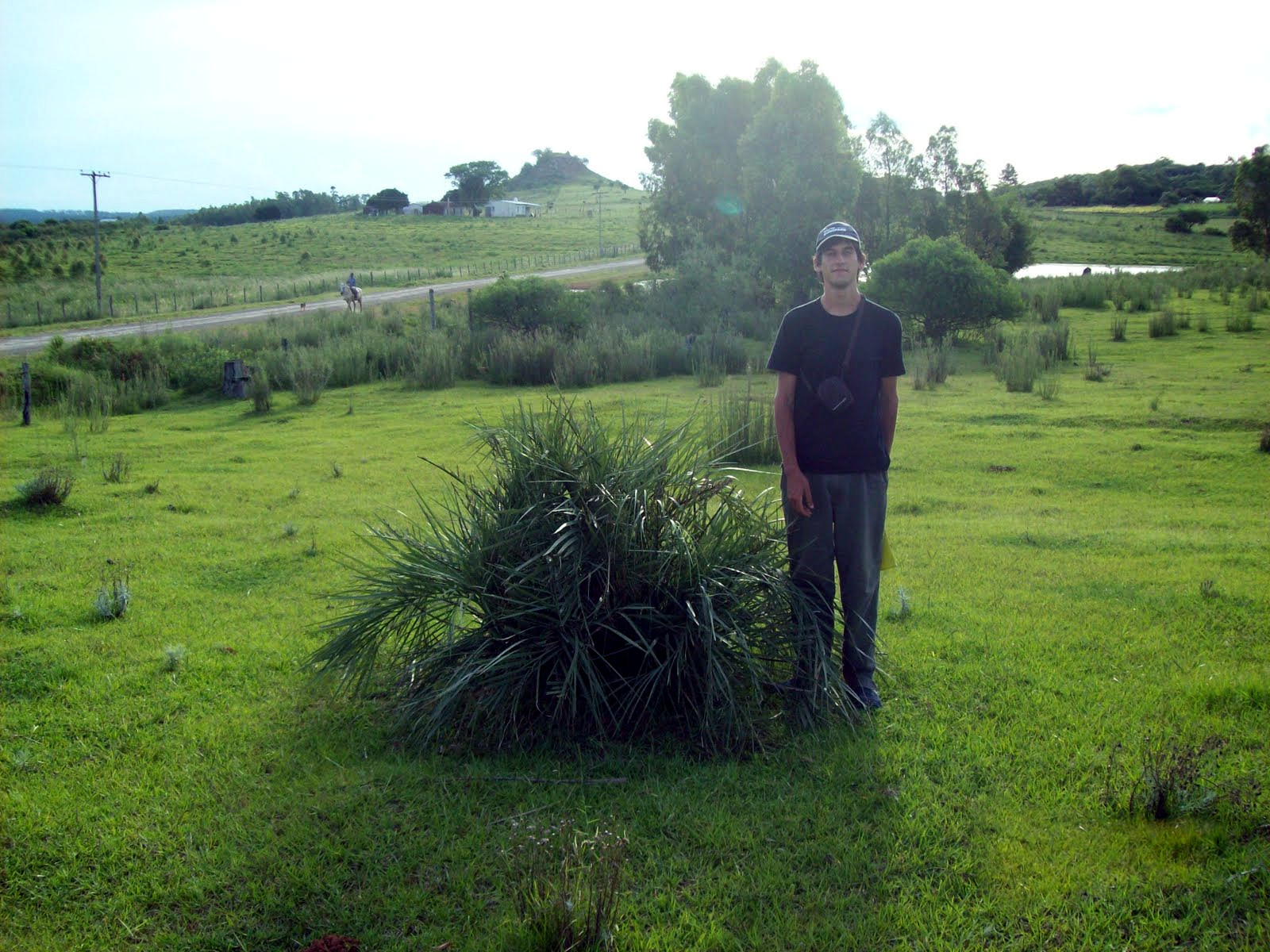